# Bistre
El bistre és un pigment de color marró que pot ser usat a les arts plàstiques com a tinta o carbonet i que es fa a partir de fusta cremada fins a quedar carbonitzada. Per extensió és el seu color, format amb una ombra de gris i una ombra de marró de sutge. L'aspecte del bistre és generalment un marró fosc grisós amb una tonalitat de groc.
La fusta de faig es cremava comunament per produir el sutge, que es bullia i es diluïa amb aigua. Molts mestres pintors, com per exemple Rembrandt, utilitzaven bistre com a tinta per als seus dibuixos. En comptes d'això, alguns utilitzaven els traços d'una ploma, una mica de tinta xinesa, altres, una pedra negra, etc.
Una mostra del color bistre:

## Localització i usos
- Color d'alguns insectes.

- Color d'alguns segells.

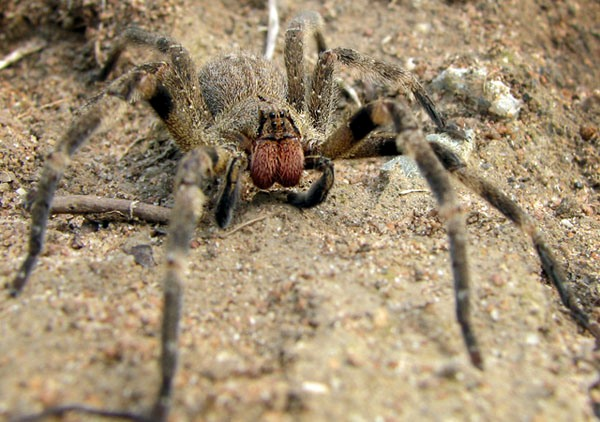
Aranya errant.

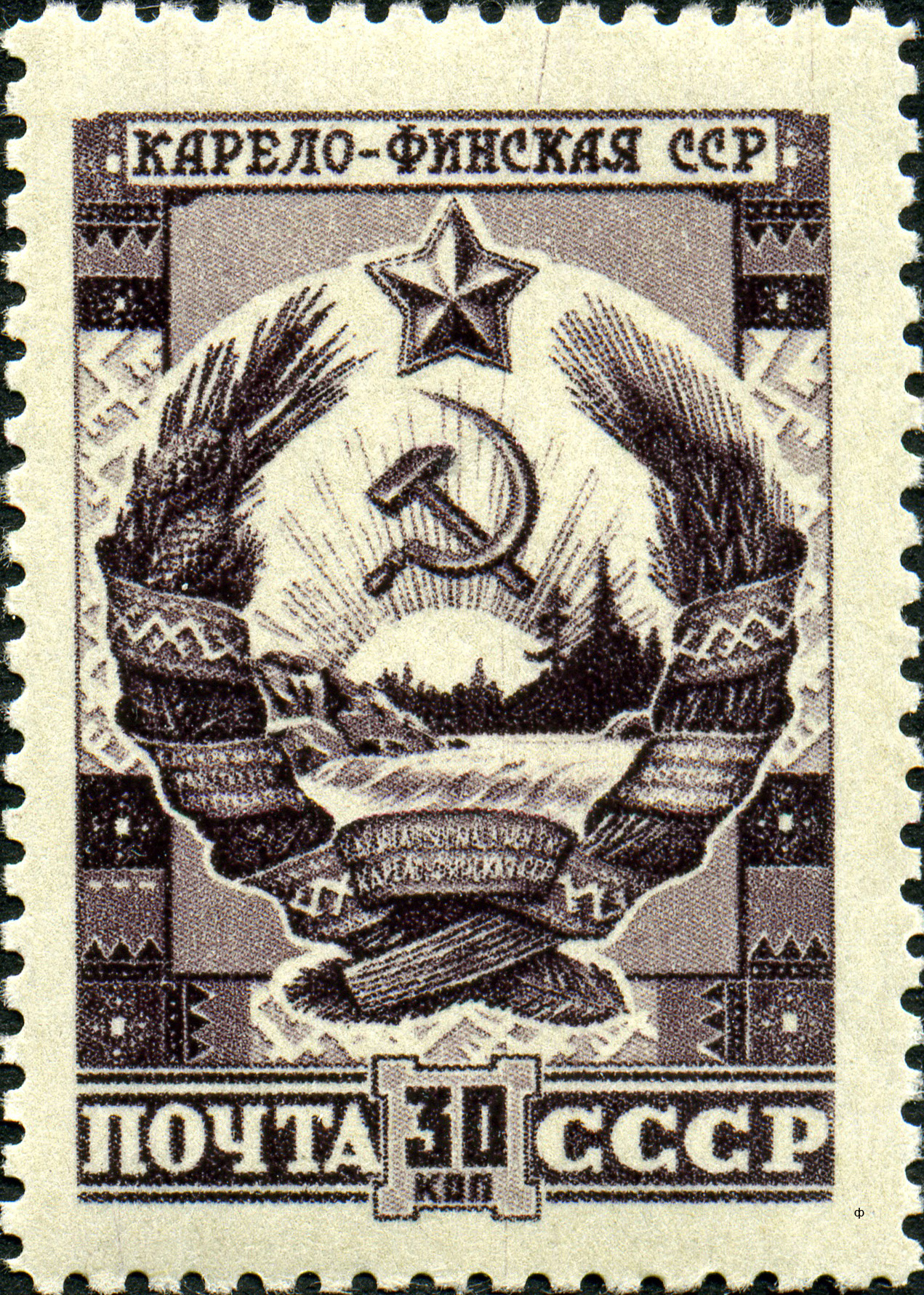
Segell del 1r aniversari de la República Socialista Soviètica Carelo-Finlandesa. Armes de la República Soviètica.

- Color d'alguns lavis, és a dir, dibuixos d'un sol color en aquarel·la o tinta xinesa.

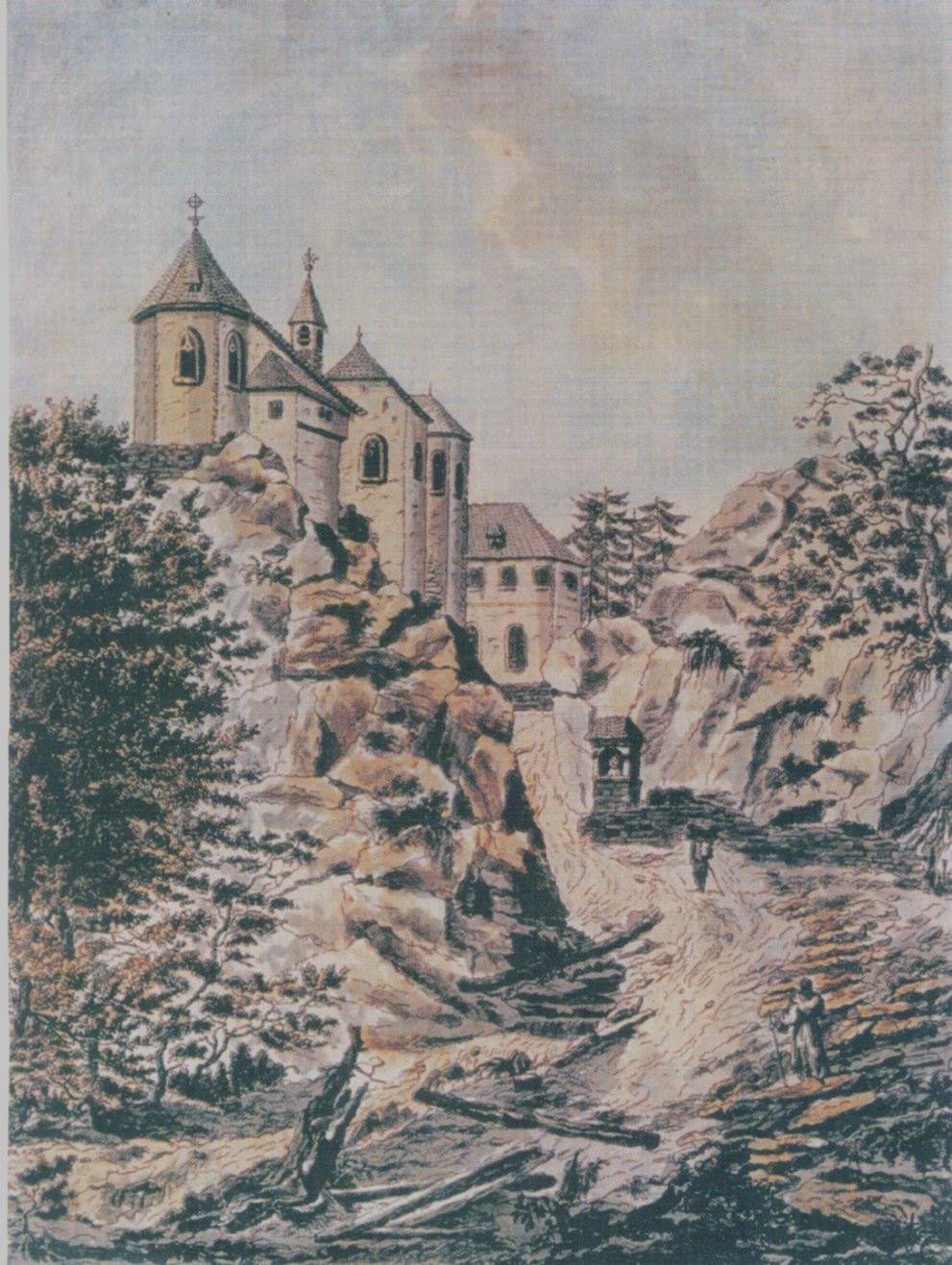
Gravat de Walter François acabat al lavis bistrat, pintat abans de 1785.